# Lautaro Acosta
Lautaro Germán Acosta (Glew, 14 marzo 1988) è un calciatore argentino, attaccante o ala del Lanús di cui è capitano.

## Carriera

### Club
Dopo le sue prestazioni nel Lanús, il Siviglia lo compra pagandolo più di 7 milioni di euro. Colleziona con gli andalusi in poche stagioni 30 presenze segnando 2 reti in tutte le competizioni. Nell'estate 2011 si trasferisce in prestito stagionale al Racing Santander. Tuttavia nell'Agosto 2012, dopo essersi svincolato dal Siviglia, torna in Argentina firmando un contratto con il Boca Juniors. Con il Boca racimola solamente 29 presenze tra tutte le competizioni senza mai segnare. Nell'estate 2013 fa ritorno dopo esattamente cinque anni al Lanús, vincendo negl'anni successivi con i Granate (I Granata) la Primera División e la Supercopa Argentina. Dal 2018 è il capitano del club argentino.

### Nazionale
Acosta ha vinto il Campionato mondiale di calcio Under-20 2007 disputatosi in Canada con la nazionale di calcio argentina.
Nell'agosto 2017, viene convocato per la prima volta in nazionale argentina dal CT Jorge Sampaoli facendo il suo esordio il 31 agosto dello stesso anno, subentrando all'61º minuto a Marcos Acuña, nella sfida in trasferta terminata 0-0 contro l'Uruguay, gara valida per le qualificazioni al campionato del mondo 2018. Pochi giorni più tardi, gioca come titolare per tutta l'intera gara, nella sfida pareggiata per 1-1 in casa contro il Venezuela.

## Statistiche

### Presenze e reti nei club
Statistiche aggiornate al 17 marzo 2025.
| Stagione        | Squadra          | Campionato      | Campionato | Campionato | Coppe nazionali | Coppe nazionali | Coppe nazionali | Coppe continentali | Coppe continentali | Coppe continentali | Altre coppe | Altre coppe | Altre coppe | Totale | Totale |
| Stagione        | Squadra          | Comp            | Pres       | Reti       | Comp            | Pres            | Reti            | Comp               | Pres               | Reti               | Comp        | Pres        | Reti        | Pres   | Reti   |
| --------------- | ---------------- | --------------- | ---------- | ---------- | --------------- | --------------- | --------------- | ------------------ | ------------------ | ------------------ | ----------- | ----------- | ----------- | ------ | ------ |
| 2005-2006       | Lanús            | PD              | 8          | 0          | -               | -               | -               | CS                 | 3                  | 0                  | -           | -           | -           | 11     | 0      |
| 2006-2007       | Lanús            | PD              | 23         | 3          | -               | -               | -               | CS                 | 3                  | 0                  | -           | -           | -           | 26     | 3      |
| 2007-2008       | Lanús            | PD              | 22         | 2          | -               | -               | -               | CL                 | 7                  | 3                  | -           | -           | -           | 29     | 5      |
| 2008-2009       | Siviglia         | PD              | 7          | 0          | CR              | 1               | 1               | CU                 | 2                  | 0                  | -           | -           | -           | 10     | 1      |
| 2009-2010       | Siviglia         | PD              | 6          | 0          | CR              | 0               | 0               | UCL                | 1                  | 0                  | -           | -           | -           | 7      | 0      |
| 2010-2011       | Siviglia         | PD              | 10         | 0          | CR              | 3               | 1               | UCL+UEL            | 0                  | 0                  | SS          | -           | -           | 13     | 1      |
| Totale Siviglia | Totale Siviglia  | Totale Siviglia | 23         | 0          |                 | 4               | 2               |                    | 3                  | 0                  |             | -           | -           | 30     | 2      |
| 2011-2012       | Racing Santander | PD              | 21         | 2          | CR              | 2               | 0               | -                  | -                  | -                  | -           | -           | -           | 23     | 2      |
| 2012-2013       | Boca Juniors     | PD              | 22         | 0          | CA              | 1               | 0               | CS+CL              | 2+3                | 0                  | SA          | 1           | 0           | 29     | 0      |
| 2013-2014       | Lanús            | PD              | 15         | 4          | CA              | 1               | 0               | CS+CL              | 7+8                | 1+1                | RS+SBC      | 2+0         | 1           | 33     | 7      |
| 2014            | Lanús            | PD              | 18         | 5          | -               | -               | -               | -                  | -                  | -                  | -           | -           | -           | 18     | 5      |
| 2015            | Lanús            | PD              | 27         | 6          | CA              | 4               | 0               | CS                 | -                  | -                  | -           | -           | -           | 31     | 6      |
| 2016            | Lanús            | PD              | 14         | 3          | CA              | 3               | 0               | CS                 | 2                  | 0                  | CB          | 1           | 0           | 20     | 3      |
| 2016-2017       | Lanús            | PD              | 24         | 5          | CA              | 1               | 0               | CL                 | 14                 | 3                  | SA          | 1           | 1           | 40     | 9      |
| 2017-2018       | Lanús            | PD              | 21         | 3          | CA              | 1               | 0               | CS                 | 3                  | 1                  | -           | -           | -           | 25     | 4      |
| 2018-2019       | Lanús            | PD              | 23         | 3          | CA+CdS          | 3+4             | 0               | -                  | -                  | -                  | -           | -           | -           | 30     | 3      |
| 2019-2020       | Lanús            | PD              | 17         | 2          | CA+CdS+CM       | 1+1+5           | 0               | CS                 | 8                  | 2                  | -           | -           | -           | 32     | 4      |
| 2021            | Lanús            | PD              | 19         | 2          | CA+CdL          | 0+9             | 0               | CS                 | 3                  | 1                  | -           | -           | -           | 31     | 3      |
| 2022            | Lanús            | PD              | 20         | 4          | CA+CdL          | 0+8             | 0+1             | CS                 | 8                  | 0                  | -           | -           | -           | 36     | 5      |
| 2023            | Lanús            | PD              | 19         | 0          | CA+CdL          | 0+9             | 0+1             | -                  | -                  | -                  | -           | -           | -           | 28     | 1      |
| 2024            | Lanús            | PD              | 19         | 0          | CA+CdL          | 0               | 0               | CS                 | 6                  | 1                  | -           | -           | -           | 25     | 1      |
| 2025            | Lanús            | PD              | 3          | 0          | CA              | 0               | 0               | CS                 | 0                  | 0                  | -           | -           | -           | 3      | 0      |
| Totale Lanús    | Totale Lanús     | Totale Lanús    | 292        | 42         |                 | 50              | 2               |                    | 72                 | 13                 |             | 4           | 2           | 418    | 59     |
| Totale carriera | Totale carriera  | Totale carriera | 358        | 44         |                 | 57              | 4               |                    | 80                 | 13                 |             | 5           | 2           | 500    | 63     |

### Cronologia presenze e reti in nazionale
| Cronologia completa delle presenze e delle reti in nazionale ― Argentina | Cronologia completa delle presenze e delle reti in nazionale ― Argentina | Cronologia completa delle presenze e delle reti in nazionale ― Argentina | Cronologia completa delle presenze e delle reti in nazionale ― Argentina | Cronologia completa delle presenze e delle reti in nazionale ― Argentina | Cronologia completa delle presenze e delle reti in nazionale ― Argentina | Cronologia completa delle presenze e delle reti in nazionale ― Argentina | Cronologia completa delle presenze e delle reti in nazionale ― Argentina |
| Data                                                                     | Città                                                                    | In casa                                                                  | Risultato                                                                | Ospiti                                                                   | Competizione                                                             | Reti                                                                     | Note                                                                     |
| ------------------------------------------------------------------------ | ------------------------------------------------------------------------ | ------------------------------------------------------------------------ | ------------------------------------------------------------------------ | ------------------------------------------------------------------------ | ------------------------------------------------------------------------ | ------------------------------------------------------------------------ | ------------------------------------------------------------------------ |
| 31-8-2017                                                                | Montevideo                                                               | Uruguay                                                                  | 0 – 0                                                                    | Argentina                                                                | Qual. Mondiali 2018                                                      | -                                                                        | 61’                                                                      |
| 5-9-2017                                                                 | Buenos Aires                                                             | Argentina                                                                | 1 – 1                                                                    | Venezuela                                                                | Qual. Mondiali 2018                                                      | -                                                                        | 69’                                                                      |
| Totale                                                                   |                                                                          | Presenze                                                                 | 2                                                                        |                                                                          | Reti                                                                     | 0                                                                        |                                                                          |

## Palmarès

### Club

#### Competizioni nazionali
- Campionato argentino: 2

Lanús: Apertura 2007, 2016
- Copa Bicentenario: 1

Lanús: 2016
- Supercopa Argentina: 1

Lanús: 2016
- Coppa di Spagna: 1

Siviglia: 2009-2010

#### Competizioni internazionali
- Copa Sudamericana: 1

Lanús: 2013

### Nazionale
- Campionato mondiale Under-20: 1

Canada 2007
- Oro olimpico: 1

Pechino 2008